# China Bank of Communications Building (Shanghái)

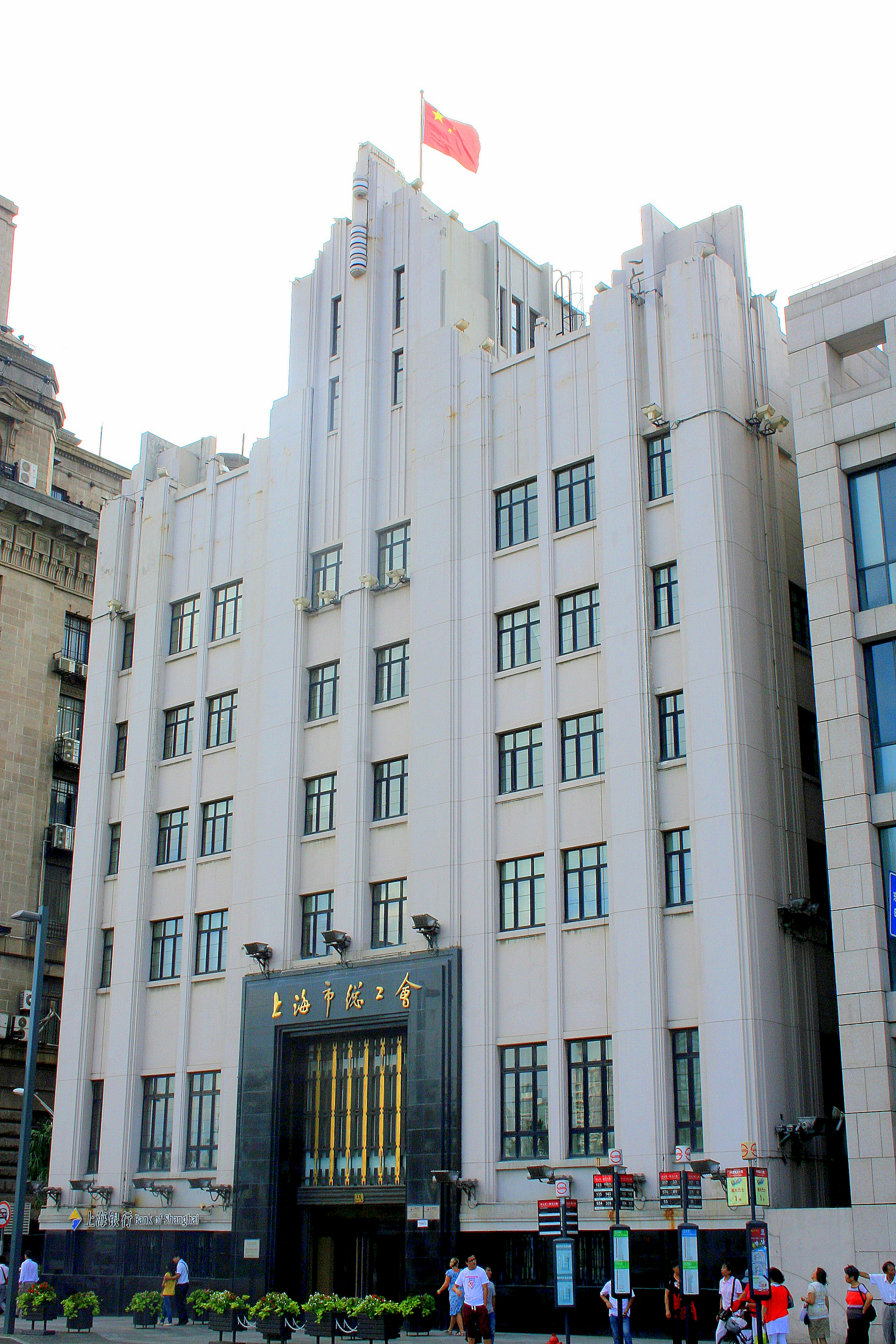
El China Bank of Communications Building fue el último edificio construido en el Bund antes de la fundación de la República Popular China.

El China Bank of Communications Building (Edificio del Banco de Comunicaciones de China) está situado en el número 14 del Bund, en Shanghái, China. Fue diseñado en estilo art déco combinado con elementos chinos. Tiene ocho plantas y su estructura es de hormigón. Las puertas están enmarcadas con mármol negro. Actualmente, el edificio está ocupado por las oficinas de la Federación de Sindicatos de Shanghái.

## Historia
Los primeros edificios europeos de la parcela se construyeron en 1880, después de que varios bancos alemanes se unieran con empresarios chinos para formar el Deutsch-Asiatische Bank. Este banco construyó cuatro edificios pequeños en la parcela. En la Primera Guerra Mundial, China y Japón declararon la guerra a Alemania, y el banco perdió sus propiedades de China. En 1919 el China Bank of Communications se hizo cargo de las propiedades del Deutsch-Asiatische Bank, incluidas las de Shanghái.
El Bank of Communications fue fundado en 1908. Abrió una sucursal en Shanghái el mismo año, y creció rápidamente durante las décadas de 1920 y 1930. Planeó construir su nueva sede en la parcela, pero este proyecto fue cancelado en 1937 tras la ocupación japonesa de Shanghái durante la segunda guerra sino-japonesa. Después de que los japoneses se rindieran en 1945 el banco regresó, y finalizó la construcción del edificio actual en 1948. Fue el último edificio completado en el Bund antes de que los comunistas tomaran el control de Shanghái en 1949.